# Era konsularna
Era konsularna – we wczesnym średniowieczu spotykamy się z określeniem lat według imion konsula, zwyczaj ten sięga swoimi początkami czasów republiki rzymskiej. Po ostatnim konsulacie liczono przez jakiś czas lata następne jako anni post consulatum 1, 2, 3, itd. Gdy w cesarstwie bizantyńskim cesarz Justyn II przybrał tytuł konsula, zaczęto podawać w dokumentach obok lat jego rządów także lata konsulatu. Zwyczaj ten utrzymał się również za następców Justyna i przetrwał w Bizancjum do IX w. 
Po koronacji Karola Wielkiego do 904 roku używano ery konsularnej w kancelarii papieskiej.